# Granges-la-Ville
Granges-la-Ville är en kommun i departementet Haute-Saône i regionen Bourgogne-Franche-Comté i östra Frankrike. Kommunen ligger i kantonen Villersexel som tillhör arrondissementet Lure. År 2022 hade Granges-la-Ville 184 invånare.

## Befolkningsutveckling
Antalet invånare i kommunen Granges-la-Ville
| Referens: INSEE |